# Prohegetotherium
Prohegetotherium è un genere estinto di mammiferi notoungulati, appartenente ai tipoteri. Visse nell'Oligocene superiore (circa 28 - 25 milioni di anni fa) e i suoi resti fossili sono stati ritrovati in Sudamerica.

## Descrizione
Questo animale era di piccole dimensioni e superava di poco la taglia di un coniglio attuale (Oryctolagus cuniculus). Prohegetotherium, come molti animali simili, era un piccolo notoungulato dalla coda corta e dalle lunghe zampe posteriori. Era piuttosto simile a Ethegotherium, di poco più recente, ma se ne differenziava per alcune caratteristiche, tra cui le maggiori dimensioni. A differenza di Ethegotherium, il primo premolare superiore era dotato di solco labiale e di parastilo, mentre il secondo premolare era privo di un solco linguale profondo e il terzo premolare era ridotto. Nei molari inferiori, il trigonide era cordiforme e non arrotondato come invece avveniva in Ethegotherium. 

## Classificazione
Prohegetotherium è un rappresentante degli egetoteriidi, un gruppo di notoungulati di piccole dimensioni e di aspetto simile a quello dei lagomorfi; in particolare, le caratteristiche dentarie di questo animale indicano che doveva essere imparentato con Ethegotherium e Hegetotherium, nell'ambito della sottofamiglia Hegetotheriinae. 
Il genere Prohegetotherium venne istituito da Florentino Ameghino nel 1897, sulla base di resti fossili ritrovati nella provincia di Chubut in Patagonia (Argentina), in terreni risalenti all'Oligocene superiore; la specie tipo è Prohegetotherium sculptum. Altre specie attribuite a questo genere sono P. malalhuense, i cui fossili sono stati rinvenuti nella provincia di Mendoza in Argentina, P. shumwayi (anch'essa proveniente dalla provincia di Chubut), e P. schiaffinoi, proveniente dalla zona di Canelones in Uruguay e dalla zona di Salla in Bolivia. 